# タパチュラ
タパチュラ（Tapachula）はメキシコ合衆国南部チアパス州の都市。人口は32万451人（2010年）。

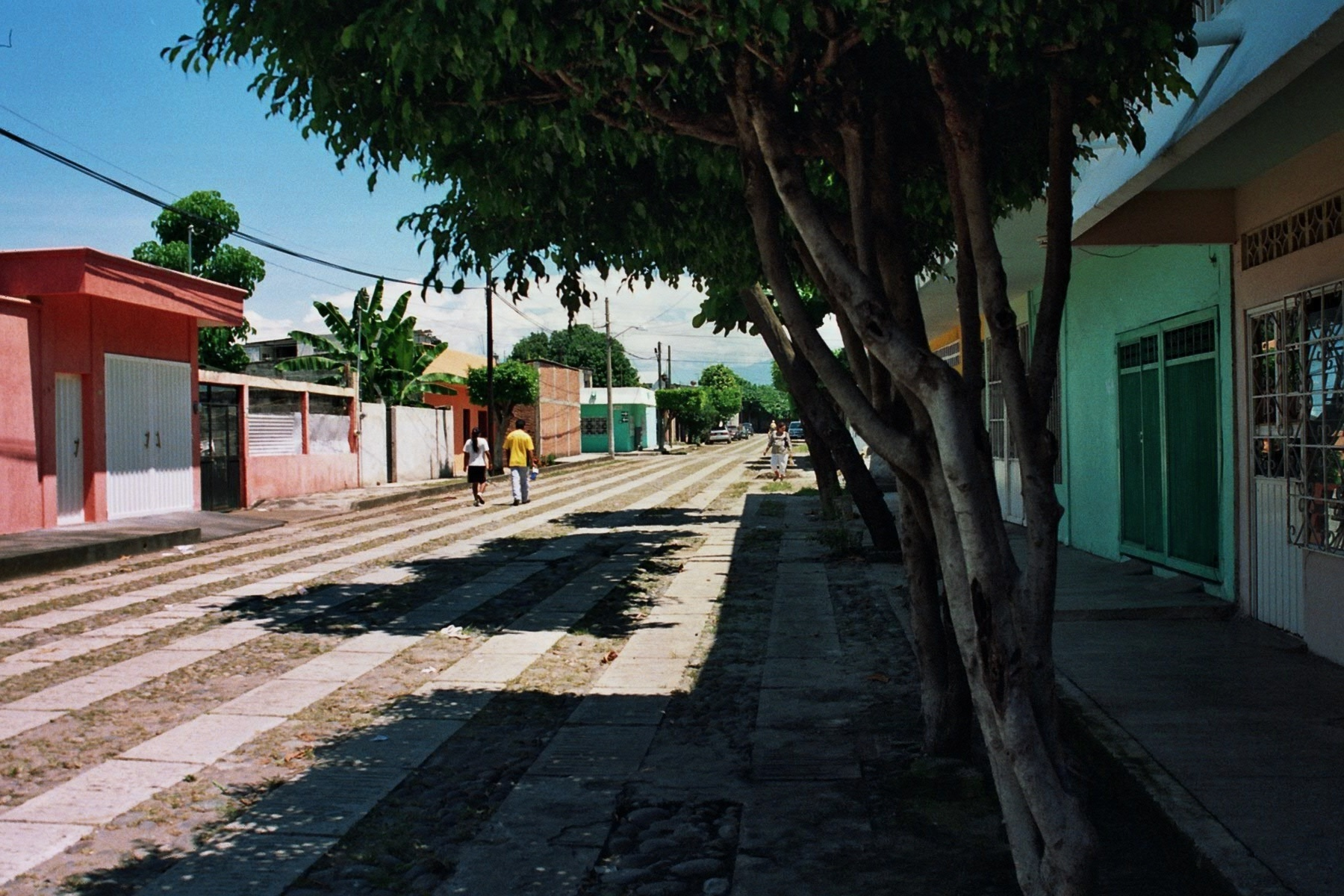

## 概要
タパチュラはチアパス州南西部ソコヌスコ地方の中心都市で、グアテマラ国境に近く太平洋に面している。メキシコと中米とを結ぶ商業の中心地であり、豊かな農業地域である。チアパス州の中でも経済的に重要で裕福な都市である。もともとはマヤ人の都市「Xelajú」（シェラフ）の配下の土地で、マヤ語族のマム語を話す人々が暮らしていた。歴史をさかのぼれば13世紀のアステカ人の都市に行き着く。この地域が経済的に重要になったのは19世紀後半にコーヒー農場が出来て以降のことである。

## 都市
この都市は「ソコヌスコの真珠」という愛称をつけられている。「Tapachula」の名は、ナワトル語で「水に囲まれている」という意味で、この地域で洪水が頻繁に起こることに由来する。海抜120メートルの小河川が多い平地に位置する。
アメリカにある国境の町と同じようにタパチュラも同じ地域の他の町も不法移住、麻薬密輸、暴力の問題が存在する。ほとんどの不法移住者は中米出身である。タパチュラでは警察が強力で、目立つ存在である。重要なイベントが開催される時に特別セキュリティ対策も実施されている。

## 自治体
タパチュラ市の面積は303km2。その中にはプエルト・マデロ、アルバロ・オブレゴン、カリロ・プエルト、ライムンド・エンリクエズ、ベインテ・デ・ノビエンブレ、ヤノ・デ・ラ・リマ、ビバ・メキシコ、ホセ・マリア・モレロス、レオンシヨの各町を含む。タパチュラ市の隣接する市はモトジントラ、カカオアタン、トウシタラ・チコ、フロンテラ・イダルゴ、スチアテ、トウザンタン、ウエウエタン、マザタンである。市の南側には太平洋があり、南東にグアテマラがある。太平洋から離れて山の方に行くと食文化が違ってくる。主なイベントは中国の旧正月、サン・ベニト祭、タパチュラ祭、サン・オーガスチン祭、ヘスース・デ・ラ・ブエナ・エスペランザ祭、サン・ミゲル祭。
タパチュラ市にはソコヌスコ地方の人口の4割が居住する。そのうち60%の人は30歳以下で、平均年齢は22歳。人口増加率は2%でチアパス州の平均と同程度。市人口の72%は都市に居住する。残りはタパチュラ内の489村に居住する。人口密度はチアパス州の52人/km2よりかなり下で、3.17人/km2である。グアテマラに隣接するためグアテマラの様々な人種が住んでいるが、ほとんどはマメ人である。63%はカトリック信徒、19%は他のキリスト教の信者で、それ以外はほとんど宗教を信じていない。これもチアパス州の平均に近い。
15歳以上の人の内、23%は小学校を卒業していない。16%は小学校でしか勉強していない。49%は小学校以上の学歴がある。2000年の調査で非識字率は12.36%であった。1990年の調査では16.32%であった。
568.85kmの道路がある。そのほとんどは地方にあって州立か国立である。もっとも重要の道路は沿岸に走る国道200号線である。